# Bert Ogden Arena
Bert Ogden Arena es un recinto multiusos ubicado en Edinburg, Texas, Estados Unidos. Inaugurado en agosto de 2018, el arena es parte del complejo Bert Ogden & Fiesta Dealerships y es propiedad de Bert Ogden Auto Group. Tiene una capacidad de alrededor de 9 000 asientos y se utiliza principalmente para eventos deportivos, conciertos, espectáculos familiares y convenciones.

## Historia
La construcción del Bert Ogden Arena comenzó en 2016 y fue completada en 2018. Es el primer recinto de su tipo en la región del Valle del Río Grande en Texas. Su apertura marcó un hito importante para la comunidad local, ya que proporciona un lugar de primer nivel para eventos deportivos y de entretenimiento.

## Eventos
El arena ha albergado una variedad de eventos desde su apertura, incluyendo conciertos de artistas reconocidos, partidos de baloncesto, espectáculos de lucha libre profesional, convenciones comerciales y más. Ha sido sede de equipos deportivos locales y regionales, así como de eventos culturales que han atraído a una amplia audiencia.

## Impacto en la comunidad
El Bert Ogden Arena ha tenido un impacto significativo en la economía local, atrayendo a visitantes de toda la región y generando oportunidades comerciales para empresas locales. Además, ha servido como un centro de reunión para la comunidad, proporcionando un espacio para la recreación y el entretenimiento.